# Monte Colombo
Monte Colombo es un municipio situado en el territorio de la provincia de Rímini, en Emilia-Romaña (Italia).

## Demografía
| Gráfica de evolución demográfica de Monte Colombo entre 1861 y 2001 |
|                                                                     |
| Fuente ISTAT - elaboración gráfica de Wikipedia                     |